# Парагвайский суп

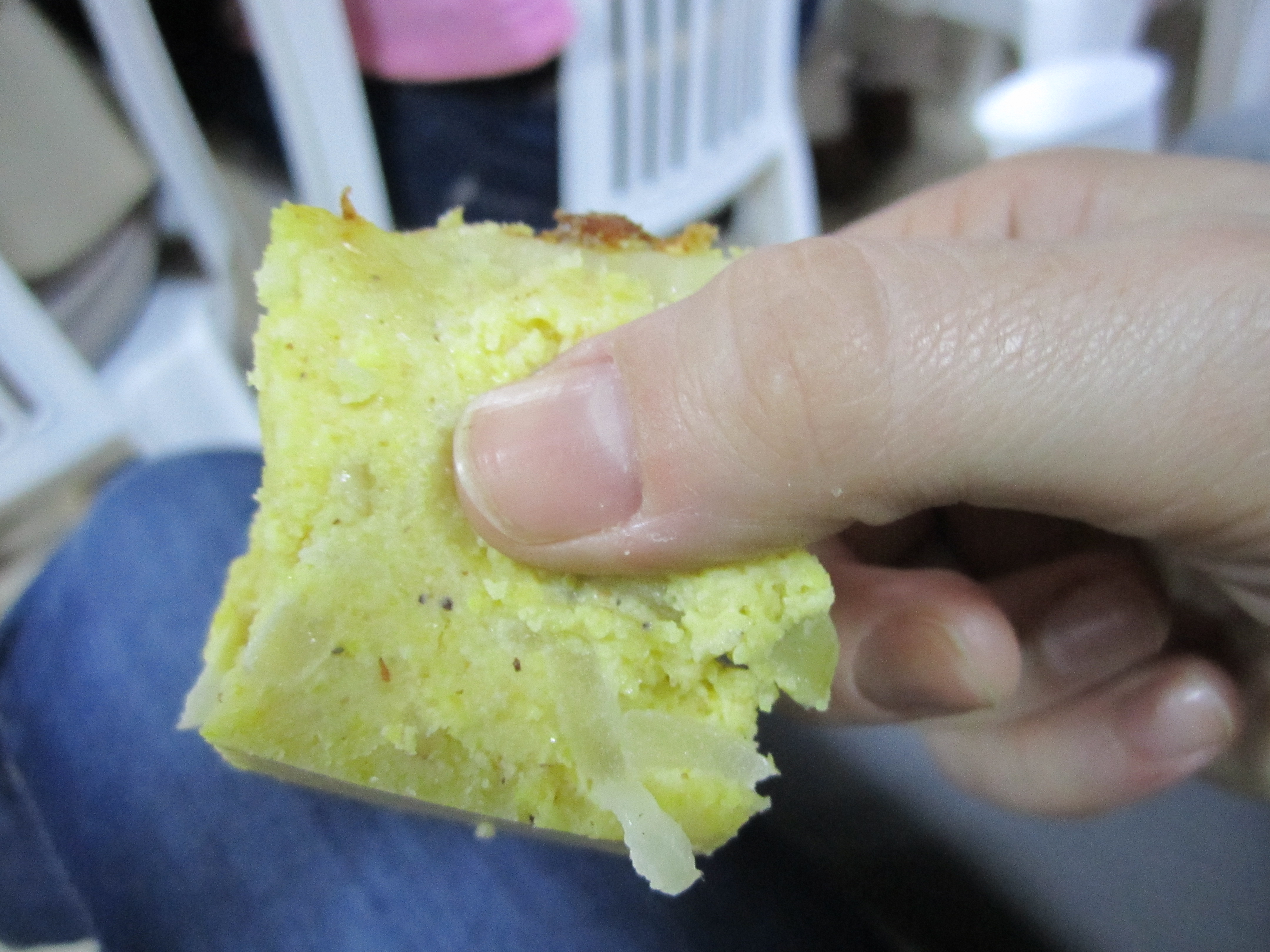
Парагвайский суп

Парагвайский суп (исп. Sopa paraguaya; гуар. Kypyjy, Sópa Paraguái) — национальное блюдо Парагвая. Результат симбиоза культур индейцев гуарани и переселенцев из Испании. В рацион индейцев входили несколько блюд, основным ингредиентом которых были: кукурузная мука и мука из маниоки. Для приготовления традиционной еды, небольшое количество теста заворачивалось в лист банана и помещалось в угли. Иезуиты (в основном испанцы) познакомили индейцев с такими продуктами как сыр, яйца и молоко. Смешав эти составляющие, парагвайцы создали парагвайский суп. По вкусу он напоминает мамалыгу.
Согласно одной из традиций, основным участником создания супа выступает Карлос Антонио Лопез (президент Парагвая, находившийся у власти с 1844 по 1862 годы).
Согласно этому поверью, президент любил блюдо «тикуети», то есть белый суп, в состав которого входили: молоко и сыр, яйца и кукурузная мука, блюдо это не могло не украшать его стола. Однажды, из-за невнимательности, служанка не рассчитала необходимое количество муки и насыпала значительно больше положенного и в обед столкнулась с двумя проблемами. Во-первых, суп стал слишком густым, во-вторых, для приготовления другого супа, времени было недостаточно, а заменить его было нечем.
Попробовав полученную массу, служанка решила рискнуть и, переложив содержимое кастрюли в железный противень, поместила испорченный суп в печь. В результате, был получен сухой суп. Откушав нового блюда, президент был приятно удивлён результатом и немедленно окрестил блюдо «парагвайским супом».
Существует несколько рецептов приготовления парагвайского супа, однако, неизменными составляющими должны оставаться: кукурузная мука, яйца, сыр, лук и молоко.